# Dirk Brüel
Dirk van Cappellen Brüel (Født 29. december 1942 i København) er en dansk filmfotograf og søn af kunstmaler Michael Brüel.

## Filmografi
- Fassbinder - at elske uden at kræve (2015) - Stillfotograf
- Stille hjerte (2014) - Cheffotograf
- Bankerot (2014) - Fotograf
- Marie Krøyer (2012) - Fotograf
- Blekingegade (2010) - Fotograf
- Den sorte pimpernel (2007) - Foto
- Anna Pihl (2006) - Foto
- Historien bag kameraet (2006) - Fotograf
- Ondskabens anatomi (2005) - Foto
- Return to Sender (2005) - Fotograf
- Familien Gregersen (2004) - A-fotograf
- Lykkevej (2003) - Foto
- A Piano Tale (2003) - Foto
- Møgunger (2003) - Foto
- Se dagens lys (2003) - Foto
- Forsvar (2003) - Foto
- Wilbur begår selvmord (2002) - Fotografassistent
- Et rigtigt menneske (2001) - Foto
- Kat (2001) - Foto
- Min søsters børn (2001) - Foto
- Slip hestene løs (2000) - Foto
- Magnetisørens femte vinter (1999) - Foto
- Morten Korch - Solskin kan man altid finde (1999) - Foto
- Kærlighed ved første hik (1999) - Foto
- Solen er så rød (1999) - Foto
- Når mor kommer hjem... (1998) - Foto
- Afmagt (1998) - Foto
- Den blå munk (1998) - Foto
- Skat, det er din tur (1997) - Foto
- Et hjørne af paradis (1997) - Fotograf
- Himmelstigen (1997) - Fotograf (suppl. optagelser)
- Asger Jorn in memoriam (1995) - Foto
- Kun en pige (1995) - Fotograf
- Cirkus Ildebrand (1995) - Foto
- Pumaens datter (1994) - Foto
- Tango for tre (1994) - Foto
- Fyr og flamme (1994) - Foto
- Roser og persille (1993) - Foto
- Det forsømte forår (1992) - Foto
- Bare løgn! (1991) - Foto
- De nøgne træer (1991) - Foto
- Christiania, du har mit hjerte (1991) - Foto
- Den magiske orden - en film om dansk design (1991) - Foto
- Dagens Donna (1990) - Foto
- Sirup (1990) - Foto
- Springflod (1990) - Foto
- Syv-et (1990) - Foto
- Århus by Night (1989) - Fotograf (exteriør)
- Himmel og helvede (1988) - Foto
- To som elsker hinanden (1988) - Foto
- Opløsning (1987) - Foto
- Danish Music at the Louisiana (1987) - Fotograf
- Sorg-agre (1987) - Foto
- Flamberede hjerter (1986) - Foto
- Den kroniske uskyld (1985) - Foto
- Paradiset er ikke til salg (1985) - Foto
- Bag jalousien (1984) - Foto
- Tukuma (1984) - Foto
- Der er en kridtcirkel om dit liv (1984) - Instruktion
- Tænk selv - en film om Poul Henningsen (1984) - Foto
- Stationer (1984) - Foto
- Per Nørgård - et arbejdsportræt (1984) - Foto
- Gittes monologer - Per Højholt (1984) - Foto
- Der er et yndigt land (1983) - Foto
- Koks i kulissen (1983) - Foto
- Det grønne brud - en film om Eva Sørensen (1983) - Foto
- Hjemlig hygge (1982) - Foto
- Go' morgen Morgen (1982) - Foto
- Udvikling (1982) - Fotograf
- Kniven i hjertet (1981) - Foto
- Slingrevalsen (1981) - Foto
- Guldhjertet (1981) - Foto
- Ta' feen i den anden hånd (1981) - Foto
- Kvindesind (1980) - Foto
- Pigen fra havet (1980) - Foto
- Achilleshælen er mit våben (1979) - Fotograf
- Drømme støjer ikke når de dør (1979) - Foto
- Historien om en moder (1979) - Foto
- Johnny Larsen (1979) - Foto
- Honning måne (1978) - Foto
- 92 minutter af i går (1978) - Foto
- De gale i Havana (1978) - Foto
- Kloden rokker (1978) - Foto
- Kammesjukjul (1978) - Foto
- Et par dage med Magnus (1978) - Foto
- Clark (1977) - Foto
- Drenge (1977) - Foto
- En fisker i Hanstholm (1977) - Foto
- Smertens børn (1977) - Foto
- Veronicas svededug (1977) - Foto
- En forårsdag i helvede (1977) - Fotograf
- Christiania (1977) - Foto
- Blind makker (1976) - Foto
- Den dobbelte mand (1976) - Foto
- Herfra min verden går (1976) - Foto
- Kroppens træning og udtryk I (1976) - Foto
- Detaljer fra den vesteuropæiske industrikultur (1976) - Foto
- Bejleren - en jysk røverhistorie (1975) - Foto
- Dejlig er den himmel blå (1975) - Foto
- Per (1975) - Foto
- Klaus Rifbjerg (1975) - Foto
- Cobra et après (1975) - Foto
- Kroppens træning og udtryk II (1975) - Foto
- Yoga - en vej til lykke (1975) - Foto
- Nøglehullet (1974) - Foto
- Skipper & Co. (1974) - Foto
- Flugten (1973) - Foto
- Eline - de første 16 måneder (1973) - Fotograf
- Er kongen død? (1973) - Foto
- Papir (1973) - Foto
- Skagen 72 (1973) - Foto
- Livet er en drøm (1972) - Foto
- Stærekassen (1972) - Foto
- Ø.K. i fem verdensdele (1972) - Foto
- Hånden på hjertet - passer du på det? (1972) - Foto
- Kære Irene (1971) - Foto
- En mand (1971) - Foto
- Ind imellem bliver vi gamle (1971) - Foto
- Slumstormerne (1971) - Foto
- Fremmed (1971) - Foto
- Det kan blive bedre, kammerat (1971) - Foto
- Vilde engle - en minoritet i Danmark (1971) - Foto
- Nulpunkt (1971) - Foto
- The fight between industry and poetry (1971) - Foto
- Dansk industri (1970) - Foto
- Drej 000 (1970) - Foto
- Choices (1970) - Foto
- Gitte i april (1969) - Foto
- Soldaterkammerater på bjørnetjeneste (1968) - Fotografassistent
- Fugls føde (1968) - Fotografassistent
- Fantasterne (1967) - Stills
- Boxiganga (1967) - Foto

## Eksterne Henvisninger
- Dirk Brüel på Internet Movie Database (engelsk)
- Dirk Brüel på Filmdatabasen
- Dirk Brüel på danskefilm.dk
- Dirk Brüel på danskfilmogtv.dk
- Dirk Brüel på Scope
- Dirk Brüel på Svensk Filmdatabas (svensk)
- Dirk Brüel på AlloCiné (fransk)
- Dirk Brüel på AllMovie (engelsk)
- Dirk Brüel på The Movie Database (engelsk)